# Войници
 Тази статия е за селото в България.  За селото в Сърбия вижте Войници (Община Бабушница).  
Войнѝци е село в Северозападна България. То се намира в община Монтана, област Монтана.

## География
Селото се намира на 86 километра от столицата София. В различните си части се намира на между 50 и 99 м над морското равнище.

## История
По време на Балканската война в 1912 година един човек от селото се включва като доброволец в Македоно-одринското опълчение.

## Редовни събития
Съборът на селото се чества всяка година на 24 май – ден на българската просвета и култура и на славянската писменост.